# Plutonodomus kungwensis
Plutonodomus kungwensis är en spindelart som beskrevs av Cooke 1964. Plutonodomus kungwensis ingår i släktet Plutonodomus och familjen Prodidomidae.
Artens utbredningsområde är Tanzania. Inga underarter finns listade i Catalogue of Life.